# Walton (Kentucky)

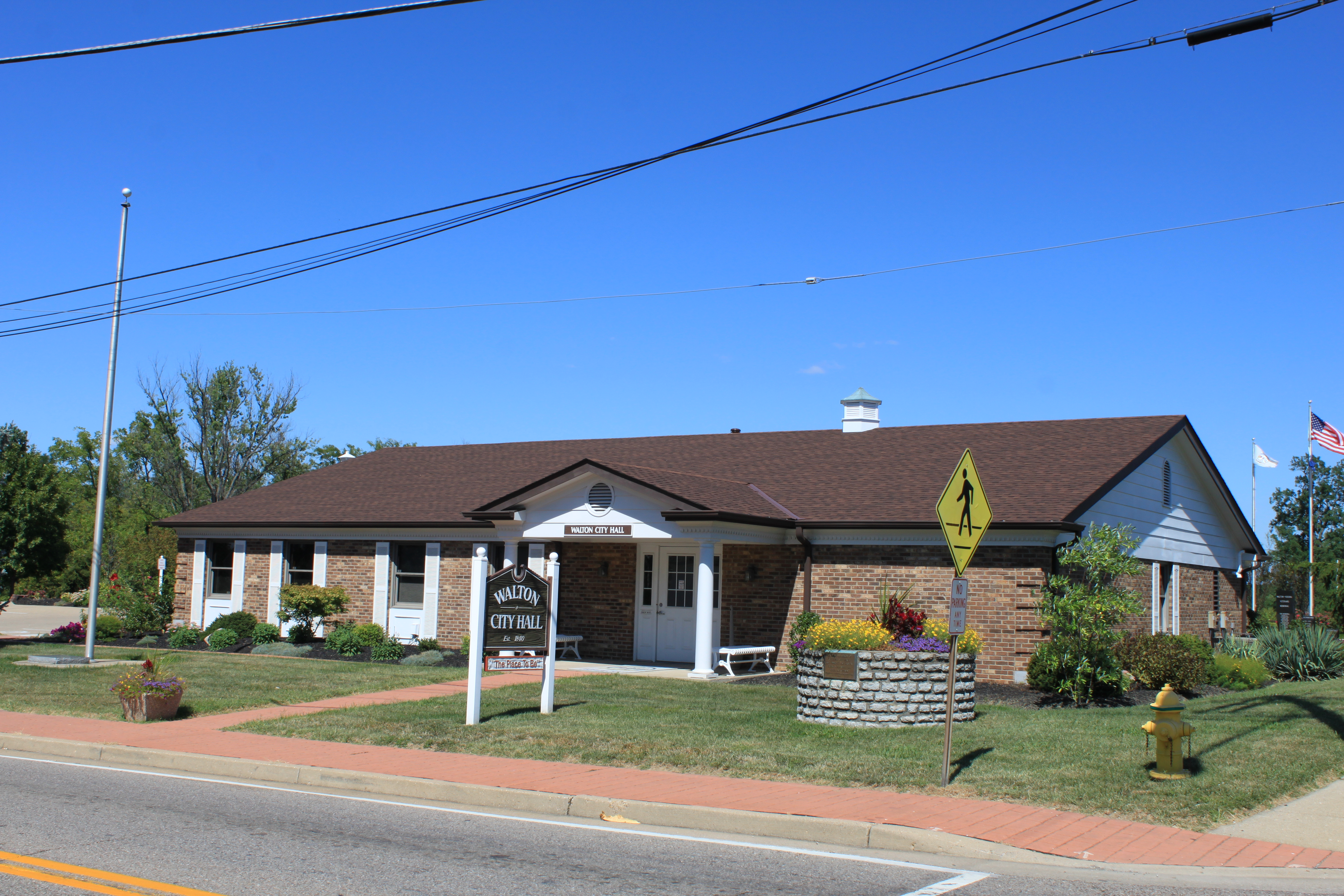
Stadhuis (City Hall) van Walton

Walton is een plaats (city) in de Amerikaanse staat Kentucky, en valt bestuurlijk gezien onder Boone County en Kenton County.

## Demografie
Bij de volkstelling in 2000 werd het aantal inwoners vastgesteld op 2450.
In 2006 is het aantal inwoners door het United States Census Bureau geschat op 2935, een stijging van 485 (19,8%).

## Geografie
Volgens het United States Census Bureau beslaat de plaats een oppervlakte van
9,0 km², geheel bestaande uit land. Walton ligt op ongeveer 280 m boven zeeniveau.

## Plaatsen in de nabije omgeving
De onderstaande figuur toont nabijgelegen plaatsen in een straal van 16 km rond Walton.